# (191582) Kikadolfi
(191582) Kikadolfi est un astéroïde de la ceinture principale.

## Description
(191582) Kikadolfi est un astéroïde de la ceinture principale. Il fut découvert le 20 décembre 2003 à San Marcello Pistoiese par Luciano Tesi et Giancarlo Fagioli. Il présente une orbite caractérisée par un demi-grand axe de 3,20 UA, une excentricité de 0,12 et une inclinaison de 4,9° par rapport à l'écliptique.

## Compléments